# Statens trofésamling

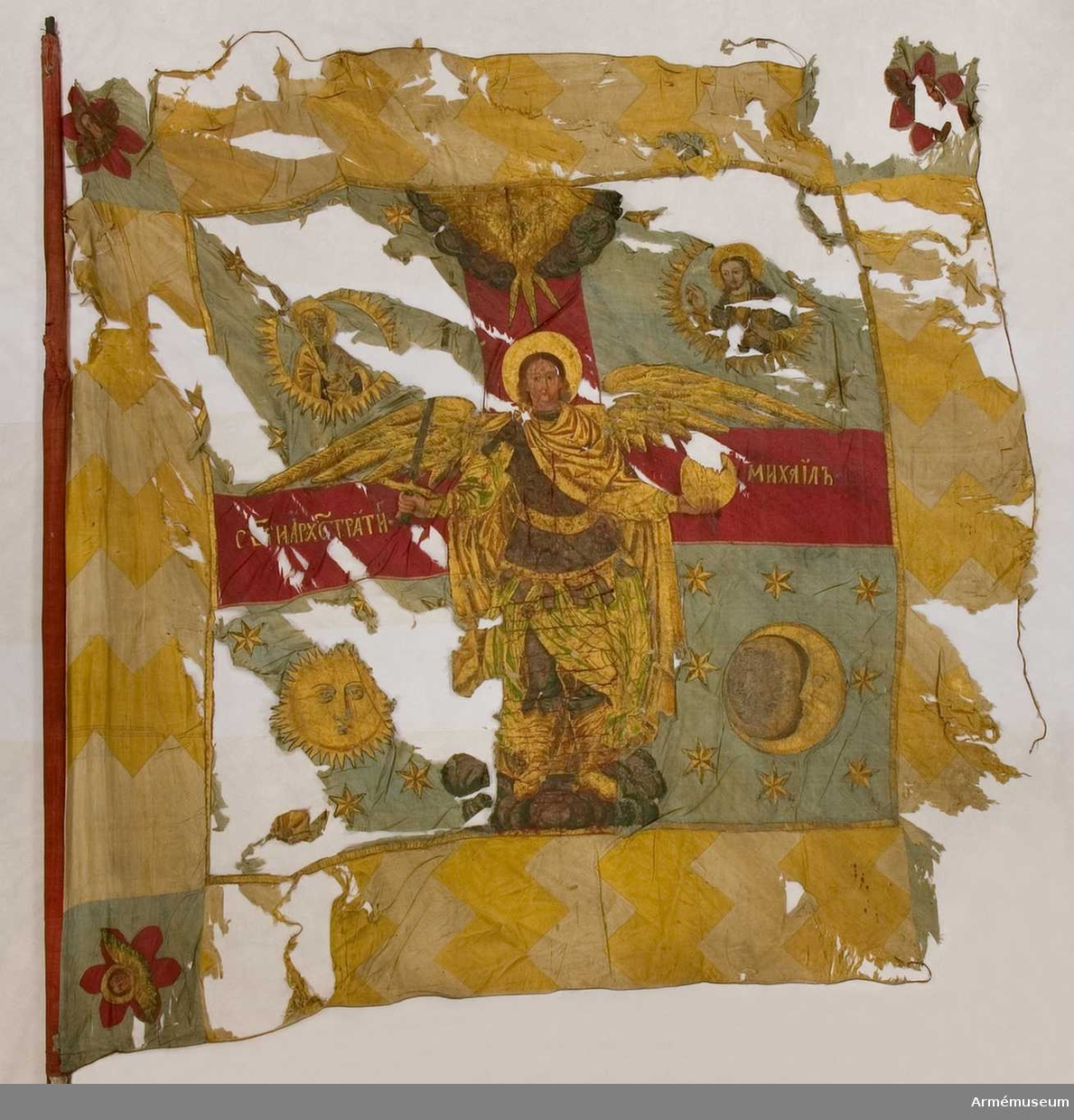
Rysk fana tagen i slaget vid Narva 1700.

Statens trofésamling kallas den svenska statens samling av militära troféer.

## Bakgrund
Samlingen startades egentligen redan på 1600-talet då Axel Oxenstierna propagerade för att man på ett och samma ställe skulle bevara och förevisa troféer tagna under Gustav II Adolfs framgångsrika segrar. Detta gör Statens trofésamling till en av Sveriges äldsta museala samlingar. På 1960-talet införlivades Statens trofésamling i Armémuseum. Ett antal av troféerna visas i Armémuseums utställning. 
I samlingarna finns ca 4000 föremål såsom flaggor, fanor, standar, pukor, trumpeter, fästningsnycklar, kanoner, m.m. De flesta är tagna i krig mot Ryssland, Danmark och Polen.
Mellan 1817 och 1906 förvarades Statens trofésamling i Riddarholmskyrkan i Stockholm.

### Bilder

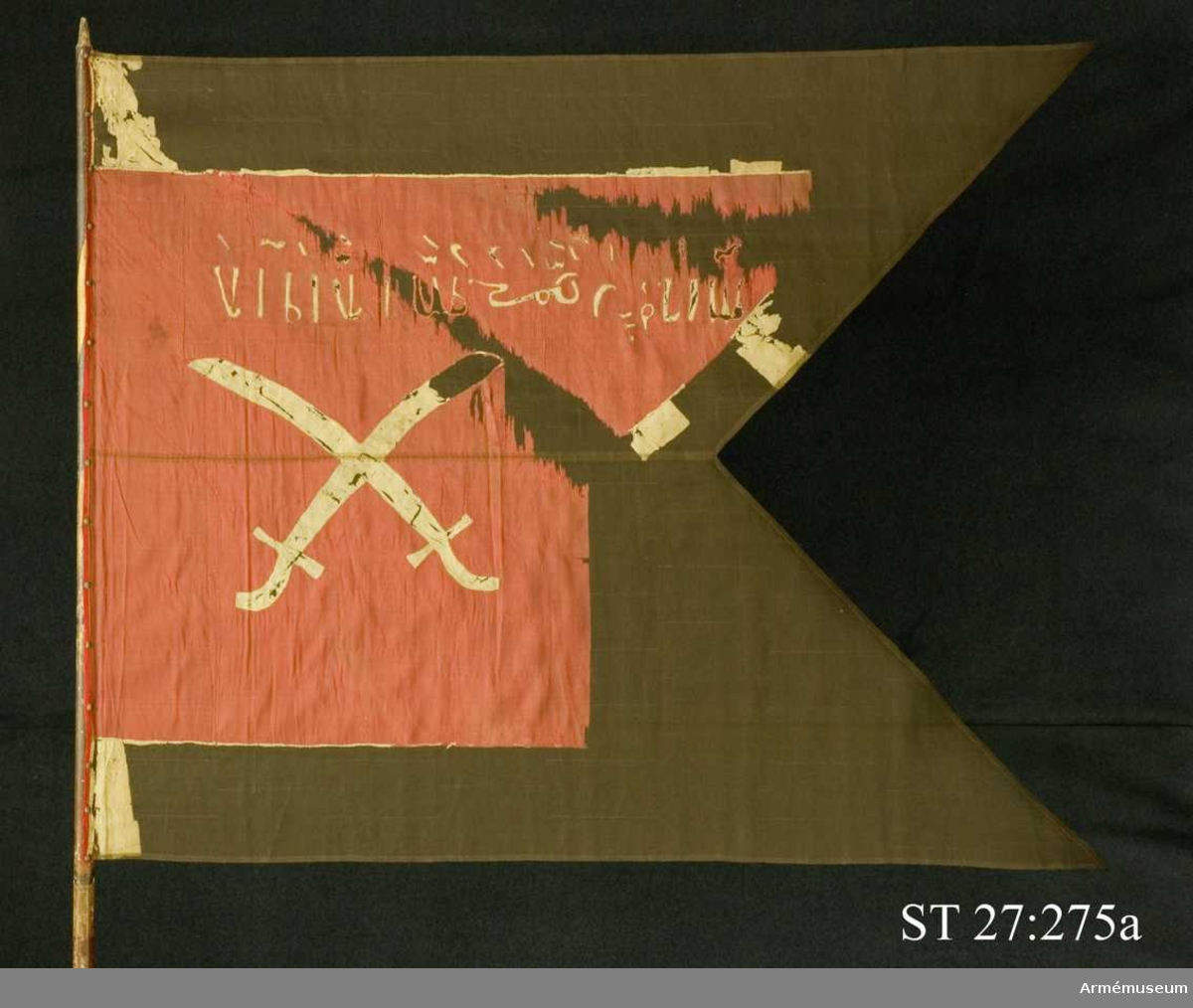
Standar från ett Tatariskt kavalleriregemente. Troligen tagen under Karl X Gustavs polska krig på 1650-talet
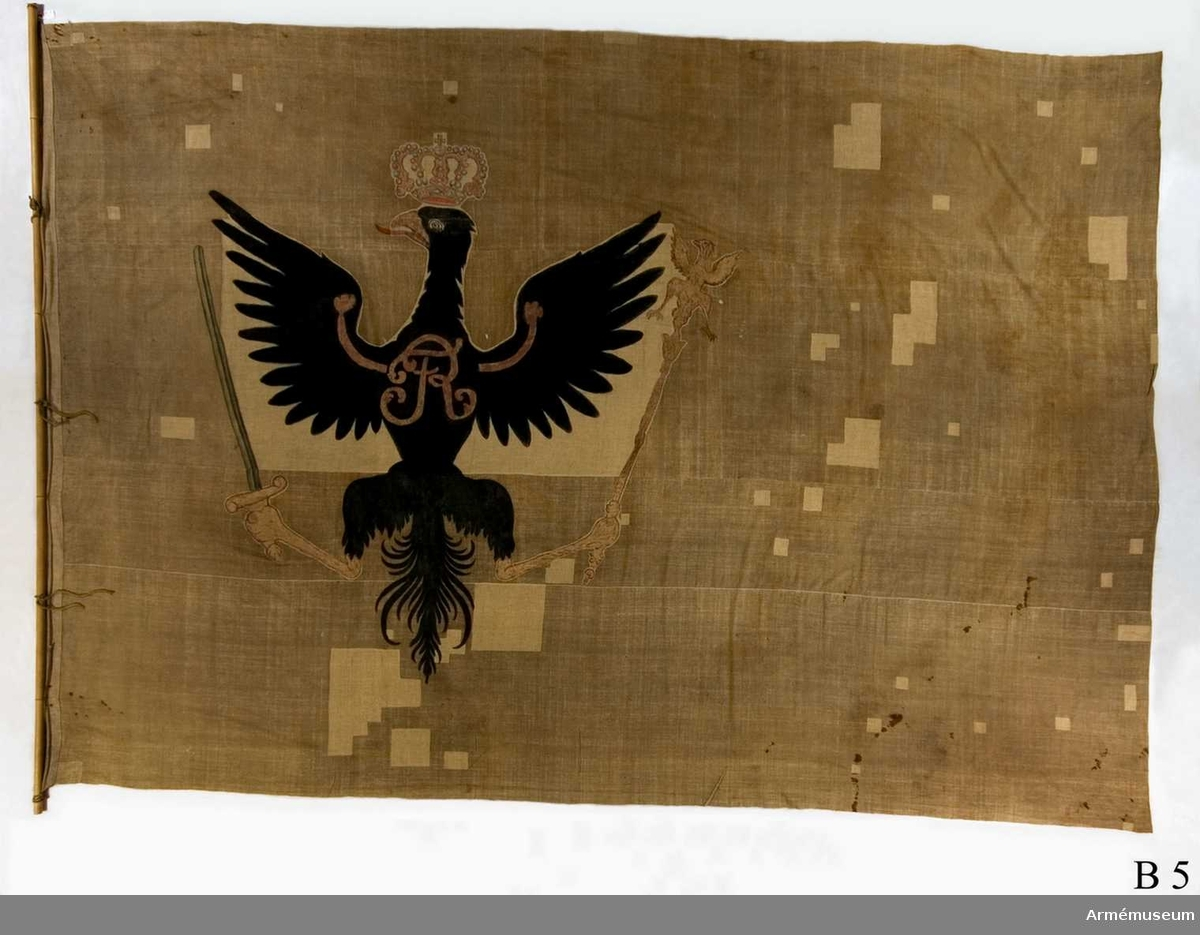
Preussens flagga tagen efter Slaget vid Frisches Haff den 10 september, 1759
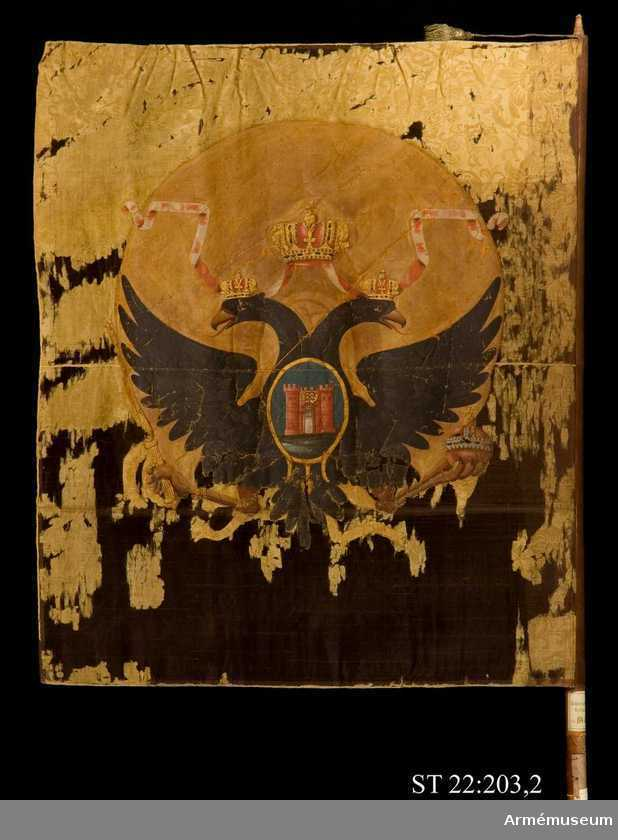
Ryska kejserliga flaggan tagen efter Slaget vid Svensksund den 10 juli 1790